# Jakub Karol Madaliński
Jakub Karol Madaliński (Madaleński, Madalański, Medelański) herbu Larysza (zm. w 1638 roku) – wojski mścisławski w latach 1615-1635.
Poseł na sejm nadzwyczajny 1635 roku.